# Flemingia trifoliastrum
Flemingia trifoliastrum är en ärtväxtart som beskrevs av Karel Domin. Flemingia trifoliastrum ingår i släktet Flemingia och familjen ärtväxter. Inga underarter finns listade i Catalogue of Life.